# بابک، شاه پارس
پاپگ یا بابک (پارسی میانه: 𐭯𐭠𐭯𐭪𐭩، Pāpak/Pābag) بزرگ‌زاده‌ای ایرانی بود که از سال ۲۰۵–۲۰۶ تا مرگش در حدود ۲۰۷–۲۱۰ بر استخر، پایتخت پارس، فرمان می‌راند. او پدر، پدرخوانده، پدربزرگ یا پدرزن اردشیر بابکان، بنیان‌گذار شاهنشاهی ساسانی، بود. جانشین او پسر بزرگترش شاپور نام داشت.
بنابر سنگ‌نوشته شاپور یکم در نقش رستم، بابک شاه پارس و محل استقرار حکومتش، استخر بود. به استناد گزارش طبری از زندگی بابک، وی در آغاز حاکم خیر بود و بعدها بر تمام سرزمین پارس حکم راند. او دارای دو پسر به نام‌های شاپور و اردشیر و دختری به نام دینگ بود.

## نام
بابک معرب نام ایرانی پاپک یا پابَگ است. و به معنی «پدر» است. امیل بنونیست نشان داد که نام پاپک در آثار پهلوی و ارمنی، دیده شده‌است.

## پیش‌زمینه

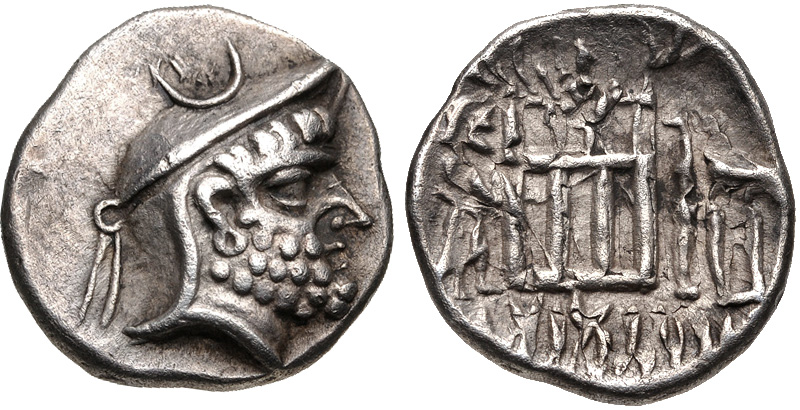
سکه دارایان یکم، نخستین شاه پارس

پارس منطقه‌ای در جنوب غرب فلات ایران و میهن گروهی از مردمان ایرانی‌تبار به نام پارسیان است. این منطقه همچنین زادگاه نخستین امپراتوری ایرانی، هخامنشیان، به‌شمار می‌رود. پارس تا زمان حمله اسکندر مقدونی (حک. ۳۳۶–۳۲۳ پ. م) به ایران به عنوان مرکز امپراتوری عمل می‌کرد. این سرزمین از اواخر سده سوم یا اوایل سده دوم پیش از میلاد توسط فرمانروایان محلی تابع سلوکیان اداره می‌شد. این فرمانروایان عنوان فرترکه («فرماندار، رهبر») را داشتند که در دوره هخامنشیان نیز رایج بود. بعدها در دوران حکومت فرترکه وادفراداد دوم (ش. ۱۳۸ پ. م)، پارس تابع دودمان ایرانی اشکانیان شد.
اندکی بعد در دوره بر تخت‌نشینی فرهاد دوم (حک. ۱۳۲–۱۲۷ ق. م) عنوان فرترکه با شاه پارس جایگزین شد و از آن پس حاکمان پارس شاه نامیده شدند. آن‌ها برخلاف فرترکه‌ها از عنوان شاه استفاده می‌کردند و شالوده دودمان جدیدی را که احتمالاً دارایانیان نامیده می‌شد، بنا نهادند.

## تبار
تاکنون اصل و نسب خاندان ساسان و اردشیر بابکان در ابهام بوده‌است. داستان‌ها و افسانه‌هایی که دربارهٔ تبار اردشیر و خاندان او گفته شده، چنان گوناگون و پرشمار است که هیچ‌یک از آن‌ها را نمی‌توان به سادگی پذیرفت. بنیانگذاران دودمان‌ها برای به دست آوردن مشروعیت همواره ادعا می‌کردند که از تبار پادشاهان باستان هستند و اردشیر نیز از این قضیه مستثنی نیست. اگر او از تبار یک خاندان اشرافی می‌بود، بر یک روایت تأکید می‌کرد و از آنجایی که روایت‌ها دربارهٔ تبار وی بی‌شمارند، فرضیه مذکور بسیار تقویت می‌شود؛ بدین معنی که او تلاش می‌کرده تا از طریق همه سنت‌های ایرانیان و حتی بیگانگان، مشروعیت کسب کند.
پیرامون نسبت بابک با ساسان، سندهای تاریخی متفاوت با محتوایی گاه متضادی وجود دارد. طبری و دیگر تاریخ‌نگاران اسلامی، ساسان را پدر بابک دانسته ولی برخی دیگر از اسناد تاریخی مانند کارنامهٔ اردشیر بابکان و شاهنامهٔ فردوسی، ساسان را داماد بابک می‌دانند.

### متون فارسی نو و عربی
منابع پرشماری دربارهٔ رابطه بابک، ساسان و نخستین شاهنشاه ساسانی اردشیر بابکان (حک. ۲۲۴–۲۴۲) بحث کرده‌اند. به گفته شاهنامه‌ی فردوسی (م. ۱۰۲۰) ساسان از نوادگان شاهان اسطوره‌ای کیانی دارا، داراب، بهمن، اسفندیار و گشتاسپ بود.ادعای تعلق تبار ساسان به کیانیان به منظور توجیه این بود که اردشیر از نسل پادشاهان باستانی کیانی، که منعکس‌کننده خاطرات هخامنشیان بود، است.
دارا، واپسین پادشاه کیانی که پیش از اسکندر حکومت می‌کرد، تا حدی بر اساس واپسین پادشاه شاهان هخامنشی، داریوش سوم (حک. ۳۳۶–۳۳۰) است که امپراتوری او واقعاً توسط نیروهای اسکندر فتح شد. پسری از دارا به نام ساسان (ملقب به «بزرگ») به هند فرار کرد و تا زمان مرگش در آنجا ماند. از او پسری به یادگار ماند که او نیز ساسان (ملقب به «کوچک») نامیده شد و این شیوهٔ نامگذاری تا چهار نسل ادامه یافت. یکی از نوادگان این خاندان که او نیز ساسان نام داشت، به پارس بازگشت و به خدمت بابک، که شاهی محلی در پارس بود، درآمد. دختر بابک با ساسان ازدواج کرد و برای او فرزندی به نام اردشیر زاد. پس از این رخداد دیگر نامی از ساسان به میان نمی‌آید. بنابراین شاهنامه نشان می‌دهد که نیاکان ساسان در پی حمله اسکندر در هند اقامت داشته‌اند. پژوهشگران از این گزارش برای نشان دادن ارتباط ساسان با سورنیان استفاده می‌کنند.
به گفتهٔ طبری (م. ۹۲۳) بابک پسر ساسان و شاهزاده‌ای به نام رام‌بهشت، که از خاندان بازرنگی حاکم پارس بود، بود. او بابک را پدر اردشیر معرفی می‌کند. طبری نیز همانند فردوسی ساسان را به عنوان یک خارجی در پارس می‌شناسد اما برخلاف او اصالت ساسان را معرفی نمی‌کند. روایت طبری کاملترین گزارش موجود از زندگی بابک است، که آن هم احتمالاً برگرفته از خدای‌نامه یا دیگر تاریخ‌های رسمی گردآوری شدهٔ متاخرتر ساسانیان است. با اینکه گزارش طبری مفصل‌ترین و با جزئیات‌ترین روایت پیرامون زندگانی بابک می‌باشد، راستی‌آزمایی آن ناشدنی‌ست.

### متون پارسی میانه
کارنامه اردشیر بابکان در مورد اصل و نسب اردشیر چنین می‌گوید: «اردشیر کیانیان پسر بابک از تبار ساسان و از تبار شاه دارا.» بندهشن اما تبارنامه اردشیر بابکان را بدین شرح آورده‌است: «اردشیر پسر بابک که مادرش دختر ساسان پسر وه‌آفرید بود.» این امر نشان‌دهنده ناهماهنگی متون پارسی میانه در مورد منشأ دودمان ساسانیان است. هر دو منبع بابک را پدر اردشیر می‌دانند، در حالی که ساسان به عنوان پدربزرگ یا نیای اردشیر معرفی شده‌است.

### متون رومی و ارمنی
در منابع رومی و ارمنی شرح متفاوتی یافت می‌شود. به گفتهٔ تاریخ‌نگاران رومی آگاثیاس و گئورگیوس سینکلوس ساسان پدر اردشیر و بابک ناپدری او بود. نویسندگان ارمنی موسی خورنی و آگاتانگلوس ساسان را پدر اردشیر می‌نامند. با این حال هیچ اشاره‌ای به بابک نمی‌کنند. در یکی از آثار آگاثیاس به یونانی اردشیر «پسر ساسان که ریشه نام ساسانی پادشاهان ایرانی از اوست» نامیده شده‌است.

### سنگ‌نوشته‌ها و سکه‌های ساسانی
اردشیر، بر روی سکه‌هایش و سنگ‌نگاره‌اش در نقش رستم خودش را «پسر خداوندگار بابک، شاه» معرفی می‌کند. پسر و جانشین اردشیر، شاپور یکم (حک. ۲۴۰–۲۷۰) بر سنگ‌نوشته‌هایش در نقش رجب و کعبه زرتشت، خود را پسر اردشیر و نوهٔ بابک می‌نامد، گرچه در سنگ‌نوشته او بر کعبه زرتشت افراد مختلفی به نام «ساسان» یاد شده‌است، اما هیچ‌یک از آن‌ها مربوط به خاندان ساسانی نیستند. با این حال سنگ‌نوشته پایکولی متعلق به پسر شاپور به نام نرسه (حک. ۲۹۳–۳۰۳) به خاندان ساسان اشاره مستقیم می‌کند، مانند عبارت «از آنجایی که یزدان به خاندان ساسان شکوه و فرمانروایی داد» که نشان می‌دهد نرسه ساسان را نیای خود می‌دانست.

### نتیجه‌گیری‌ها در پژوهش‌های امروزی
تاریخ‌نگار امروزی، مارک یان اولبریخت، پیشنهاد می‌کند که ساسان یک شاهزاده سورنی بود که با شاهزاده‌ای پارسی ازدواج کرد و اردشیر حاصل این ازدواج بود. اردشیر و شاپور یکم برای اینکه به عنوان یک دودمان بیگانه دیده نشوند، نقش ساسان را به حداقل رسانده‌اند. بابک ظاهراً پدرزن و احتمالاً پدرخوانده اردشیر بود.
علی‌اکبر دهخدا مادر بابک را از خاندان بازرنگی که از کردان شبانکاره بودند، می‌داند.

## زندگی

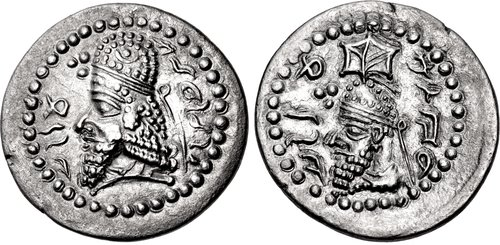
سکه‌های ضرب شاپور، پسر بابک. روی سکه تصویر شاپور و پشت آن تصویر بابک است.

بابک در آغاز بر یک شاهزاده‌نشین کوچک در منطقه خیر در جنوب دریاچه بختگان فرمان می‌راند. او دست‌نشانده گوچهر، شاه بازرنگی پارس که در استخر سکونت داشت، بود که خود او نیز دست‌نشانده شاهنشاه اشکانی به‌شمار می‌رفت. بابک با اجازه گوچهر اردشیر را به دژ دارابگرد فرستاد تا نزد فرمانده آنجا، تیری، پرورش یابد. بابک طبق گزارش‌ها همچنین موبد نیایشگاه آناهیتا در استخر بود که مکان گردهمایی جنگجویان محلی پارسی بود که شیفته آئین این ایزدبانو بودند. شاهنشاهی اشکانی که در آن زمان تحت حکومت بلاش پنجم (حک. ۱۹۱–۲۰۸) بود، در آن زمان به دلیل جنگ‌های داخلی و خارجی و شورش‌های منطقه‌ای رو به زوال بود. امپراتور روم سپتیمیوس سوروس (حک. ۱۹۳–۲۱۱) در سال ۱۹۶ به قلمرو اشکانیان حمله کرده بود و دو سال بعد نیز همین کار را انجام داد و این بار پایتخت اشکانیان، تیسفون، را غارت کرد. در همین زمان شورش‌هایی در ماد و پارس رخ داد.
تورج دریایی بر این باور است که حکومت بلاش پنجم «نقطه عطفی در تاریخ اشکانیان بود چرا که در این مقطع حکومت اعتبار خود را از دست داد.» در آن زمان شاهان پارس نمی‌توانستند بر شاهنشاهان بالادست اشکانی تکیه کنند. بابک در سال ۲۰۵ یا ۲۰۶ میلادی شورش کرد، گوچهر را برافکند و خود در استخر بر تخت نشست. به گفته طبری، بابک به اصرار اردشیر شورش کرد. اما دریایی این گفته را بعید می‌داند و بیان می‌کند که در واقع پسر بزرگ بابک شاپور بود که به بابک کمک کرد تا استخر را به تصرف خود درآورد، همان‌طور که سکه‌های ضرب‌شدهٔ شاپور دارای تصویر هر دوی آن‌هاست.
بابک سپس شاپور را به عنوان جانشین خود برگزید. اردشیر که پس از مرگ تیری فرمانده دارابگرد شده بود، از این امر ناخوشایند شد. اردشیر در اقدامی سرکشانه پس از مرگ بابک رهسپار شهر گور شد و در آنجا برای حمله به برادرش شاپور به جمع‌آوری نیرو پرداخت. بابک بین سال‌های ۲۰۷ تا ۲۱۰ به مرگ طبیعی درگذشت و شاپور جانشین او شد. اردشیر و شاپور پس از مرگ او شروع به ضرب سکه با عنوان «شاه» و تصویر بابک کردند. روی سکه‌های شاپور عبارت «شاه شاپور بزرگ» و پشت آن «پسر شاه بابک بزرگ» نوشته شده‌است. با این حال، سلطنت شاپور کوتاه بود و او در سال ۲۱۱ یا ۲۱۲ به‌طور مرموزی درگذشت. بدین ترتیب اردشیر جانشین شاپور شد و بقیه ایران را فتح و در سال ۲۲۴ شاهنشاهی ساسانی را بنا کرد.

## خانواده
بابک دو پسر به نام شاپور و اردشیر داشت. شاپور پسر ارشد و اردشیر پسر کوچکترش بود. از بابک همچنین دختری به نام دینگ به یادگار ماند که برای اجرای آیین زرتشتی خویدوده یا ازدواج با خویشاوندان، با اردشیر ازدواج کرد.
در سنگ‌نوشته شاپور یکم بر کعبه زرتشت از زنی به نام رودک به عنوان مادر اردشیر شاهنشاه یاد شده که با نظر گرفتن اینکه اردشیر پسر بابک باشد، می‌توان رودک را همسر بابک معرفی کرد. در این سنگ‌نوشته همچنین از شاهزاده‌ای به نام بلاش بابکان یاد شده‌است. با توجه به عنوان او می‌توان با قطعیت گفت که وی یکی از اعضای خاندان سلطنتی بوده اما تشخیص اینکه او دقیقاً چه رابطه‌ای با شاهنشاه و دیگر اعضای خاندان داشته، ناممکن است. گمان بر این است که او دیگر پسر بابک و برادر اردشیر بابکان باشد.

## میراث

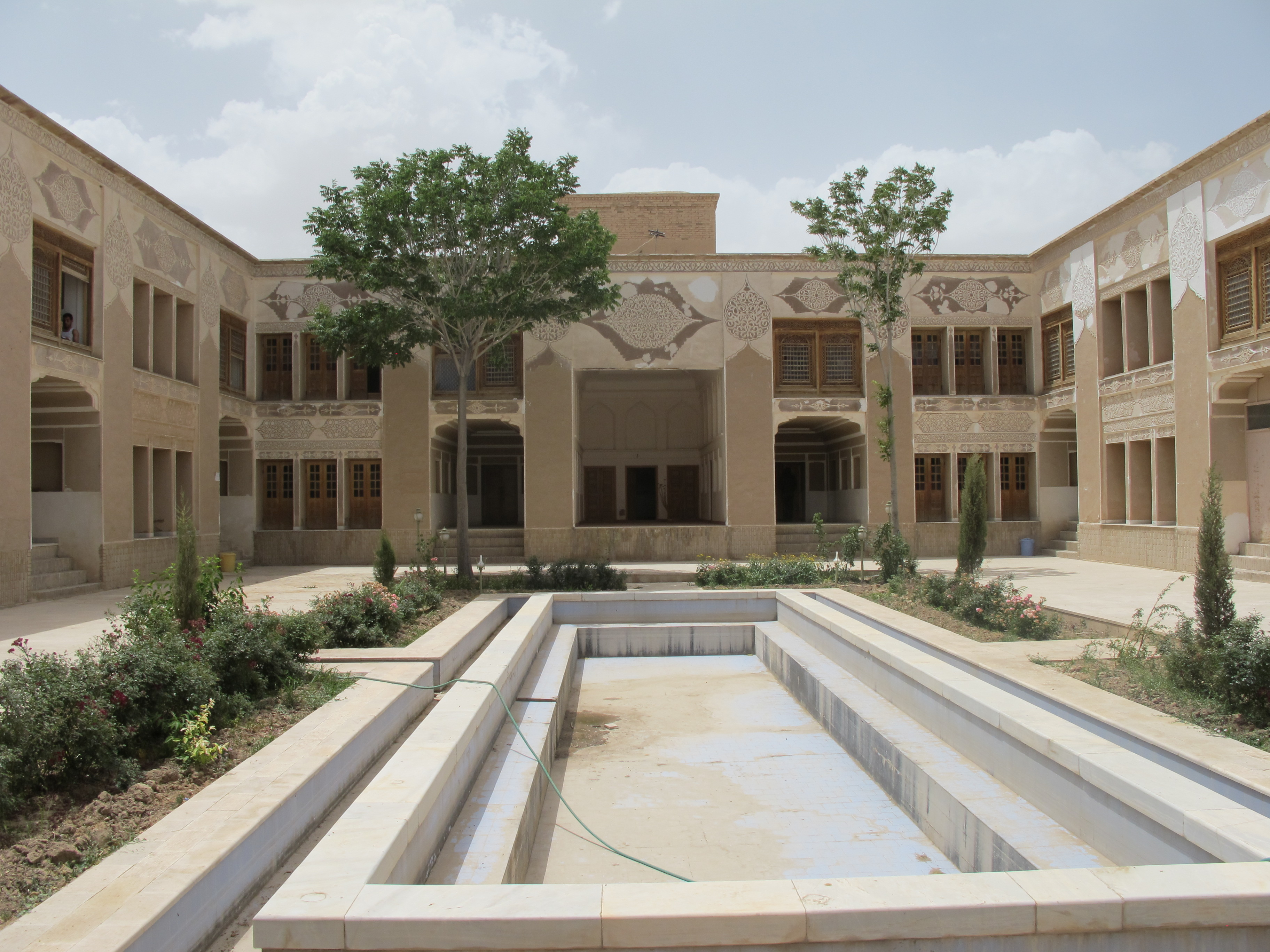
بنا بر روایتی شهربابک توسط بابک بنیان‌گذاشته شد.

بنا بر روایتی بابک را بنیان‌گذار شهربابک می‌دانند. تا به امروز هیچ سکه‌ای که بتوان ضرب شدنش را به بابک نسبت داد یافت نشده‌است و سکه‌هایی که دارای نام و تصویر بابک هستند ضرب پسرانش شاپور یا اردشیر می‌باشند.
از نام بابک در سنگ‌نگاره اهورامزدا و اردشیر بابکان در نقش رستم، سنگ‌نوشته شاپور یکم بر کعبه زرتشت، سنگ‌نوشته شاپور یکم در نقش رستم، سنگ‌نوشته شاپور یکم در نقش رجب، سنگ‌نوشته شاپور یکم در حاجی‌آباد، سنگ‌نوشته شاپور یکم در تنگ براق و سنگ‌نوشته اپسای دبیر یاد شده‌است.

## برای مطالعهٔ بیشتر
- شکی، منصور (۱۳۶۹). «ساسان که بود؟». ایرانشناسی. تهران: بنیاد مطالعات ایران. بهار (۵): ۷۷ تا ۸۸. دریافت‌شده در ۷ سپتامبر ۲۰۱۳.

- Daryaee, Touraj (2018). "Papag".  In Nicholson, Oliver (ed.). The Oxford Dictionary of Late Antiquity. Oxford: Oxford University Press. ISBN 978-0-19-866277-8.